# Escabia
Escabia (oficialmente, A Escabia) es una aldea situada en el municipio de Lousame, provincia de La Coruña, Galicia, España. Está situada en la ladera del valle formado por el río Escabia en la parroquia de Fruíme. 
En 2020 tenía una población de 74 habitantes (36 hombres y 38 mujeres). Está situada a una altitud de 184 metros sobre el nivel del mar a 12,4 km de la cabecera municipal. Las localidades más cercanas son Arribas, Ardeleiros, Zaramagoso y Fruíme.